# Amphiesma monticola
Amphiesma monticola е вид влечуго от семейство Смокообразни (Colubridae). Видът е незастрашен от изчезване.

## Разпространение
Разпространен е в Индия (Карнатака, Керала и Тамил Наду).